# 海格什滕-艾尔夫舍
海格什滕-艾尔夫舍（瑞典語：Hägersten-Älvsjö）是瑞典首都斯德哥爾摩的一個區，位於斯德哥爾摩南部。该区于2020年由艾尔夫舍与海格什滕-利利耶霍尔门两个区合并而成。